# プリャーニク

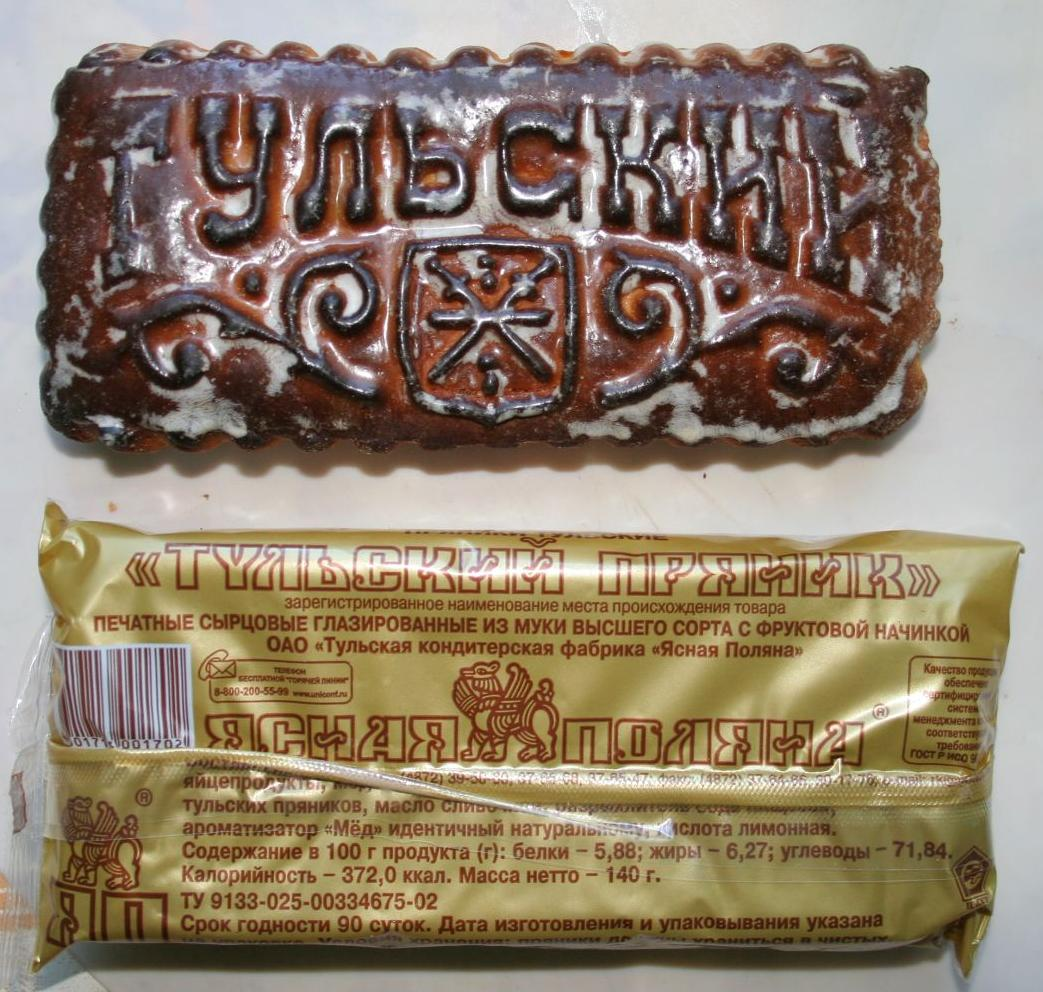
トゥーラ風プリャーニク。押し型を当てて成形するタイプのもの。

プリャーニク（ロシア語: пряник、日本語では複数形のпряникиに基づきプリャーニキとも呼ぶ）は、小麦粉を主体とする生地で作るロシアの焼き菓子の一種で、風味付けのために蜂蜜、クルミ、レーズン、果物やベリー類のジャム、各種スパイスを加えて作るものである。レープクーヘンやジンジャーブレッドの一類型であり、一般に長方形ないし楕円形の板状の形をしていて、上面には絵や図版が刻印してある。
プリャーニクは、祭日のみに作られていたわけではないが、祭日のシンボルとなっている。
プリャーニクといえばトゥーラ市のものが有名で、サモワールや武器と同様に同市の名物となっている。チェコの町パルドゥビツェのプリャーニクもはなはだ有名である。

## 語源
「プリャーニク」の語源は、形容詞пряный（プリャーニィ＝スパイスが利いて香ばしい、古形はпьпьрянъ）から来ている。この単語は、スパイスや香辛料を意味していたперец（ピェーレツ＝コショウ、古形はпьпьрь）の語を元にしている。

## 歴史
プリャーニクの歴史は古い時代にさかのぼる。その発祥は、新石器時代に既になされた人類の最も偉大な発見であるパンと不可分につながっている。
プリャーニクの原形である蜂蜜入り丸パンの風味付けに加えられた香辛料に関する最初の文献記録は、紀元前350年頃のものである。すでに古代エジプト人はこれらのスパイスのことを知っていた。古代ローマの市民には、「パーヌス・メリトゥス (panus mellitus)」すなわち蜂蜜を塗って焼いたパンは馴染みのあるものだった。蜂蜜入り丸パンは、歴史的には「レープクーヘン」の名でも知られている（現在ではドイツのクリスマスの菓子として知られる）。今日我々に知られているスタイルのものは、初めはベルギーのディナンで考案されたものである。
ロシアのプリャーニクは、9世紀ごろには既に存在していたが、当時は「медовыи хлеб（ミェドーヴィー・フレープ＝蜂蜜入りパン）」と呼ばれていた。それらはライ麦の粉を蜂蜜や果物の汁と混ぜたものであり、そのうえこれらに含まれる蜂蜜の量はほかのすべての材料のほとんど半分にもなった。やがて「ミェドーヴィー・フレープ」には野草の葉や根が加えられだすようになった。12-13世紀になってルーシにインドや近東から運ばれてきた異国風のスパイスが現れ始めた頃になると、「ミェドーヴィー・フレープ」のかわりに「プリャーニク」の名称で呼ばれるようになり、この時点で実際上、今日われわれが知っているような甘い菓子のスタイルにまとまった。
ロシアのプリャーニクの味付けの多様性は、生地による部分もあるが、いうまでもなくスパイスと副材料によるものである。これらのスパイス類はむかし「スホーイ・ドゥーフ（干した香りもの）」と呼ばれていたもので、その中でもいちばんよく使用されているのは、黒コショウ、イノンド、トウヒ、レモン、ハッカ、バニラ、ショウガ、アニス、ウイキョウ、ナツメグ、チョウジである。
18-19世紀にはプリャーニクの製造は既にペルミ、アルハンゲリスク、クルスク（コレンナーヤ修道院ru:Коренная пустыньの名物「根っこ入りプリャーニク」もそのひとつ）、ハリコフ、リャザン、カルーガ、トヴェリ、ヴャジマ、トゥーラ（トゥーラのプリャーニクといえばロシアで最もよく知られていると言えるだろう）、ノヴゴロドで繁栄していた。トヴェリのプリャーニク職人たちはベルリンやパリやロンドンにも店を構えていた。

## バリエーション
プリャーニクにデザインを施す方法には、押し型を当てる方法、抜き型で抜く方法、浮き彫りを施す方法の3通りがある。押し型を当てる方法は、最も普及している方法で、以前は硬い種類の木材から作られたプリャーニク用の型板を利用していた。抜き型で抜く方法は、金属製の型を用いて生地から型を抜くもので、最も簡単で成形しやすい方法である。浮き彫りを施す方法は、最も古くからある方法で、とりわけ北部地方で普及していた。
このほかのロシアにおけるプリャーニクの地域的バリエーションとして、コズーリ（ru:Козули）がある。コズーリはアルハンゲリスク地方でたいへん人気があり、北方地方のシンボルの一つとみなされている。現代風のコズーリは、作成方法で分類すると、型抜きしたプリャーニクに近いものに分類できる。コズーリ用の生地には多様なレシピがあり、またしばしば家族うちで十周年記念日を祝うのに貯蔵もされる。コズーリの生地に特徴的な材料として「ジジョーンカ」があるが、これは砂糖のシロップを琥珀色から褐色になるまでカラメル化したものである。コズーリはたいてい、いろいろな着色料を加えて泡立てた卵白で絵や字を描き、華やかに飾りあげられる。

## 諺と言い回し
- 「鞭とプリャーニク (кнутом и пряником)」：日本語の「飴と鞭」に相当する慣用表現。